# Зубов, Платон Александрович (1835)
Граф Платон Александрович Зубов (8 января 1835  — 11 (23) января 1890) — тайный советник (1885), благотворитель, крупный землевладелец из графской линии рода Зубовых.

## Биография
Граф Платон Александрович был младшим сыном в семье действительного статского советника графа Александра Николаевича Зубова (1797—1875) и княжны Натальи Павловны Щербатовой (1801—1868). Но его старшие три брата и сестра умерли в детстве: Николай (18.09.1822-9.11.1823), Павел (4.11.1823-6.04.1825), Анастасия (17.05.1825-1.02.1837) и Валентин (31.08.1831-4.03.1833). По линии отца — внук обер-шталмейстера Николая Александровича Зубова и правнук А. В. Суворова. По линии матери — внук сенатора Павла Петровича Щербатова.
Родился в Петербурге, крещен 9 января 1835 года в Казанском соборе при восприемстве заочно графа П. Н. Зубова и графини Н. А. Зубовой, при купели присутствовали В. Н. Мезенцева и М. В. Мезенцев. Платон Зубов принимал участие в Крымской войне в составе Казанского егерского полка. Он сражался в сражении при Альме, а в ходе обороны Севастополя был 20 апреля 1855 года контужен в голову на редуте Шварца, позднее был награждён золотой шпагой с надписью «За храбрость».
Обладая крупным состоянием (только земель у Зубова было свыше 56,8 тысяч га), граф Платон Александрович активно занимался благотворительностью. В 1868—1871 годах Зубов был попечителем Дома убогих Человеколюбивого общества. В 1871—1890 годах — Ивановского девичьего училища, на содержание которого он ежегодно отдавал 2 тысячи рублей, а также завещал капитал в 30 тысяч рублей. На деньги Зубова само помещение училища было перестроено и расширено.
С 1885 года — тайный советник.
Зубову принадлежало несколько особняков в Санкт-Петербурге. Семья проживала в доме на Исаакиевской площади. Здание, построенное по заказу московского генерал-губернатора А. А. Закревского, было перестроено по желанию Платона Александровича архитектором Карлом Шульцем. В 1912 году граф Валентин Платонович Зубов открыл в нём Российский институт истории искусств. В 1883 году граф Платон Александрович приобрёл дом С. М. Тедески, который он сдавал жильцам и различным организациям. В 1886 году Зубов приобрёл с аукциона дом на Большой Морской улице , через год проданный им Н. М. Половцевой.
Граф Платон Александрович Зубов скончался 11 (23) января 1890 года от кровоизлияния мозга, похоронен в Сергиевой пустыни.

## Семья
Жена (с 09.06.1869; Висбаден) — Вера Сергеевна Плаутина (1845—1925), племянница Н. Ф. Плаутина и Н. П. Огарёва, дочь офицера Сергея Фёдоровича Плаутина (1798—1881) и Анны Платоновны Огарёвой (1808—1886). Отец её при всех своих положительных качествах был картежный игрок, из-за чего сильно расстроил своё состояние. Будучи девушкой без титула и очень скромного состояния, Вера Сергеевна выделялась внешне. «Крупная и эффектная», она сумела привлечь богача Зубова и свадьба её была большой семейной радостью. Скончалась осенью 1925 года в Висбадене. Дети:
- Анна (28.11.1875[14]—1946), крещена 18 декабря 1875 года в Исаакиевском соборе при восприемстве Н. В. Мезенцова и бабушки А. П. Плаутиной; муж с 1897 года Николай Борисович фон Вольф (1866—1940);
- Александр (1877—1942), бездетен;
- Сергей (1881—1964), в 1906—1916 годах женат на графине Елизавете Александровне Шереметевой (1884—1962), дочери Александра Дмитриевича Шереметева; вторая жена с 1922 года Росарио Шиффнер де Лареха;
- Валентин (1884—1969), женат в 1907—1910 годах на Софье Иппа (1886—1955), вторая жена в 1917—1918 Екатерина Пенгу (в некоторых источниках — Пингоуд) (1888—1966), третья жена с 1923 года Анна Иосифовна Бичуньска (1898—1981).